# Armadillidium ficalbii
Armadillidium ficalbii är en kräftdjursart som beskrevs av Arcangeli 1911. Armadillidium ficalbii ingår i släktet Armadillidium och familjen klotgråsuggor. Inga underarter finns listade i Catalogue of Life.